# Tchatyr-Dah
Tchatyr-Dah (ukrainien : Чатир-Даг ; en russe : Чатыр-Даг, Tchatyr-Dag ; en tatar de Crimée : Çatır Dağ) est une montagne de Crimée. Elle se trouve près de la route Simferopol – Alouchta. En langue tatare de Crimée, çatır signifie « tente » et dağ signifie « montagne ».

## Géographie
La montagne comporte deux plateaux : le plateau inférieur au nord, et le plateau supérieur au sud. Le plateau inférieur est en pente douce dans sa partie septentrionale, qui est couverte d'une herbe steppique. À son extrémité méridionale, le plateau inférieur est couvert de forêts de hêtre et de bois de genévrier. Il est parcouru par de nombreux sentiers de randonnée et compte plusieurs belles grottes, comme la grotte de marbre. Sur le versant oriental du plateau inférieur, un bosquet d'ifs se détache.
Le plateau supérieur a l'aspect d'un gigantesque bol et sur ses bords, les sommets les plus élevés. Le plateau est recouvert de prairie alpine. Ses pentes sont très raides et offrent des voies d'escalade en plusieurs longueurs. Le point culminant est l'Eklizi-Bouroun (en ukrainien : Еклізі-Бурун), qui s'élève à 1 527 m.

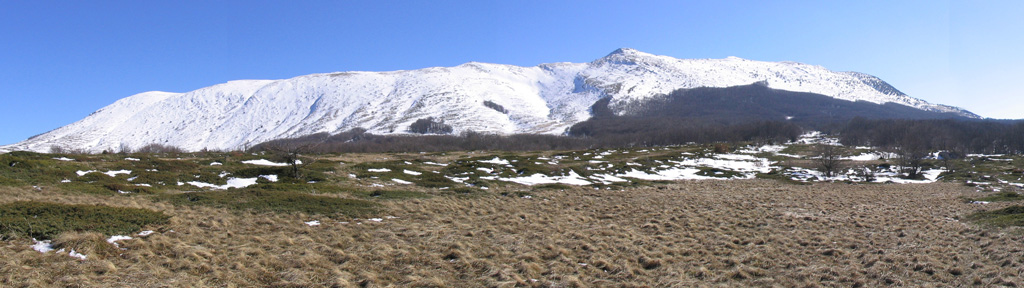
Panorama du plateau supérieur du Tchatyr-Dah enneigé.